# Stockholms filmfestival

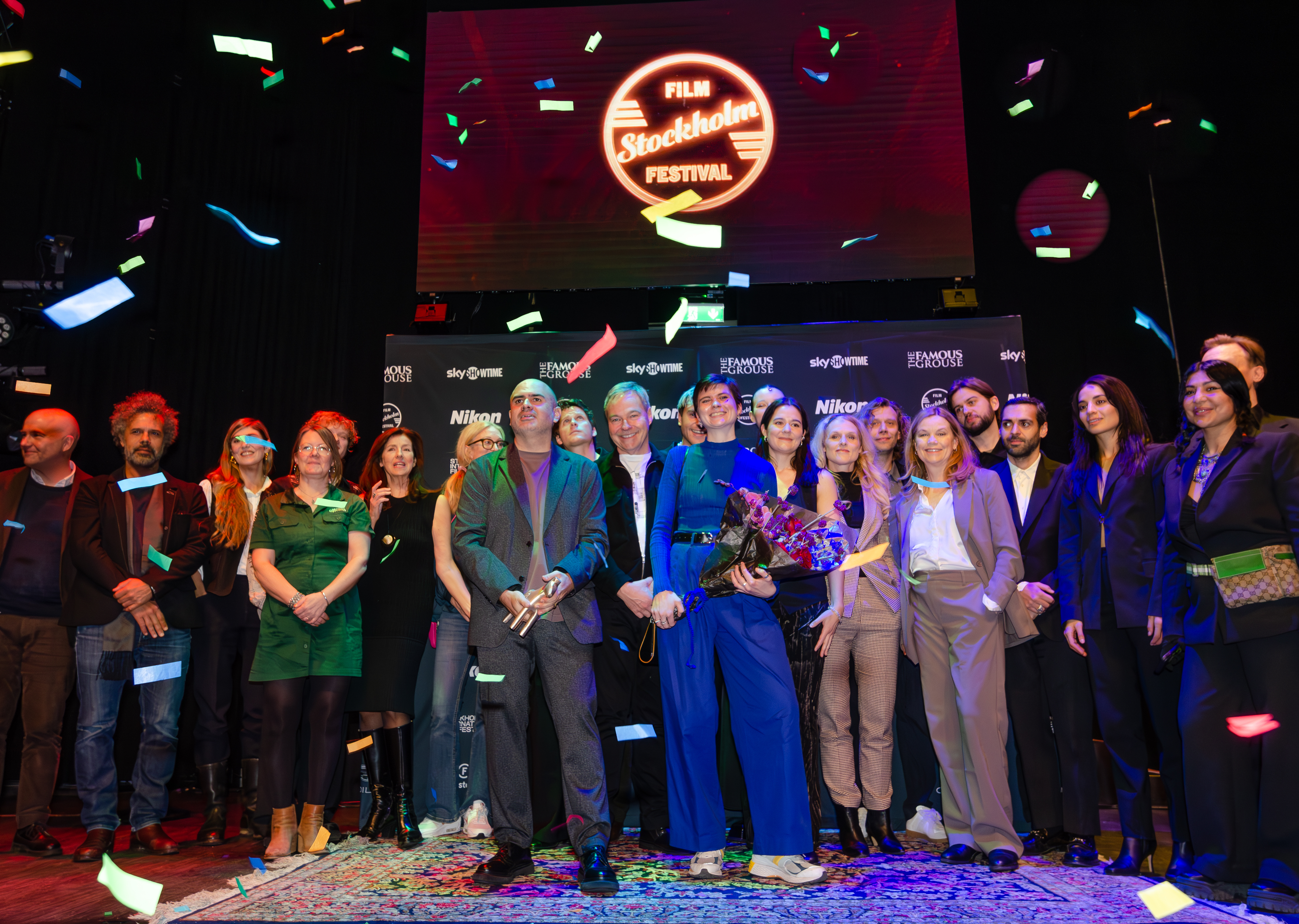
Vinnare, jurymedlemmar och presentatörer på Stockholms filmfestival 2023.

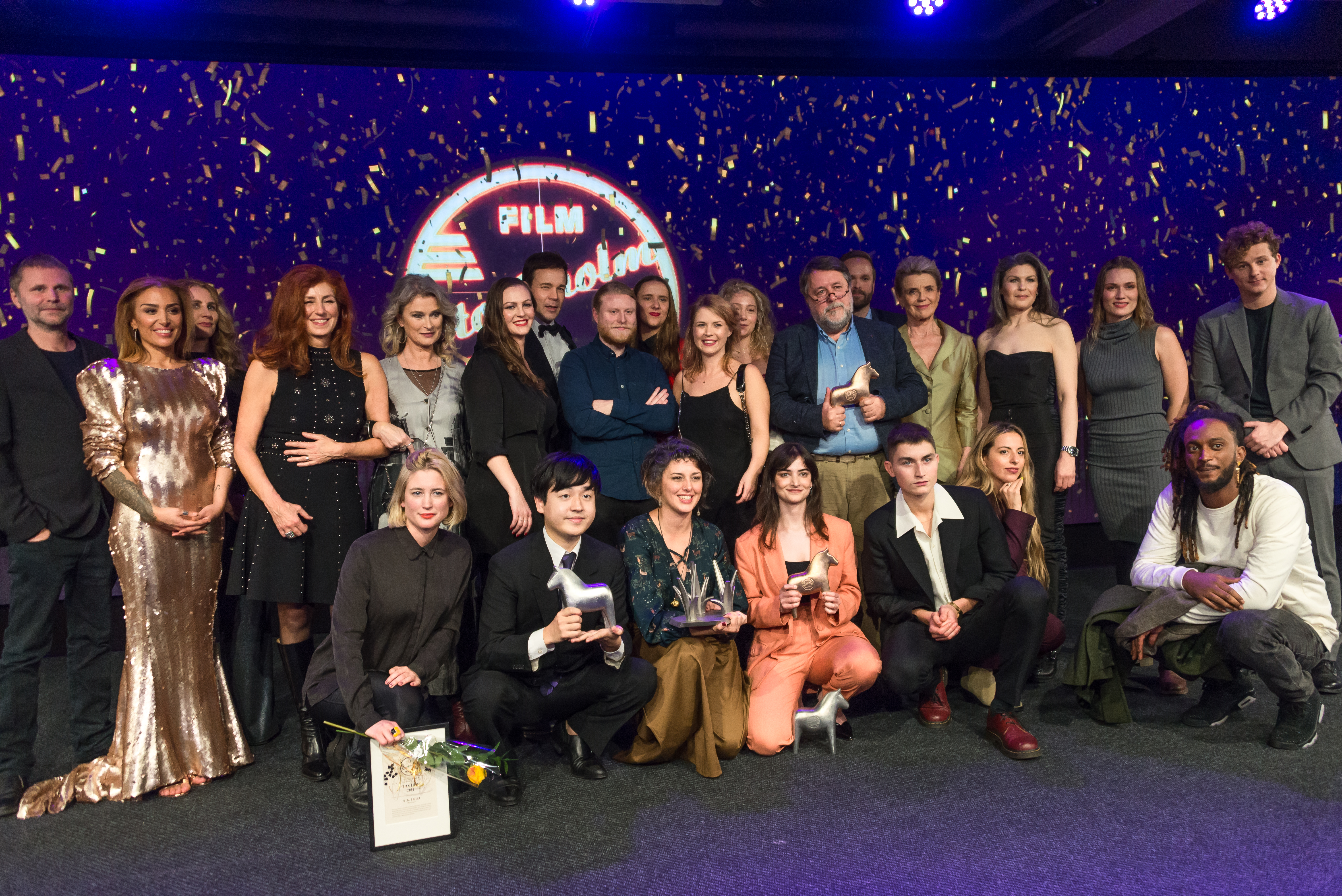
Pristagarna vid Stockholm International Film Festival 2018 tillsammans med deras svenska utdelare av priserna och Git Scheynius, VD för filmfestivalen.

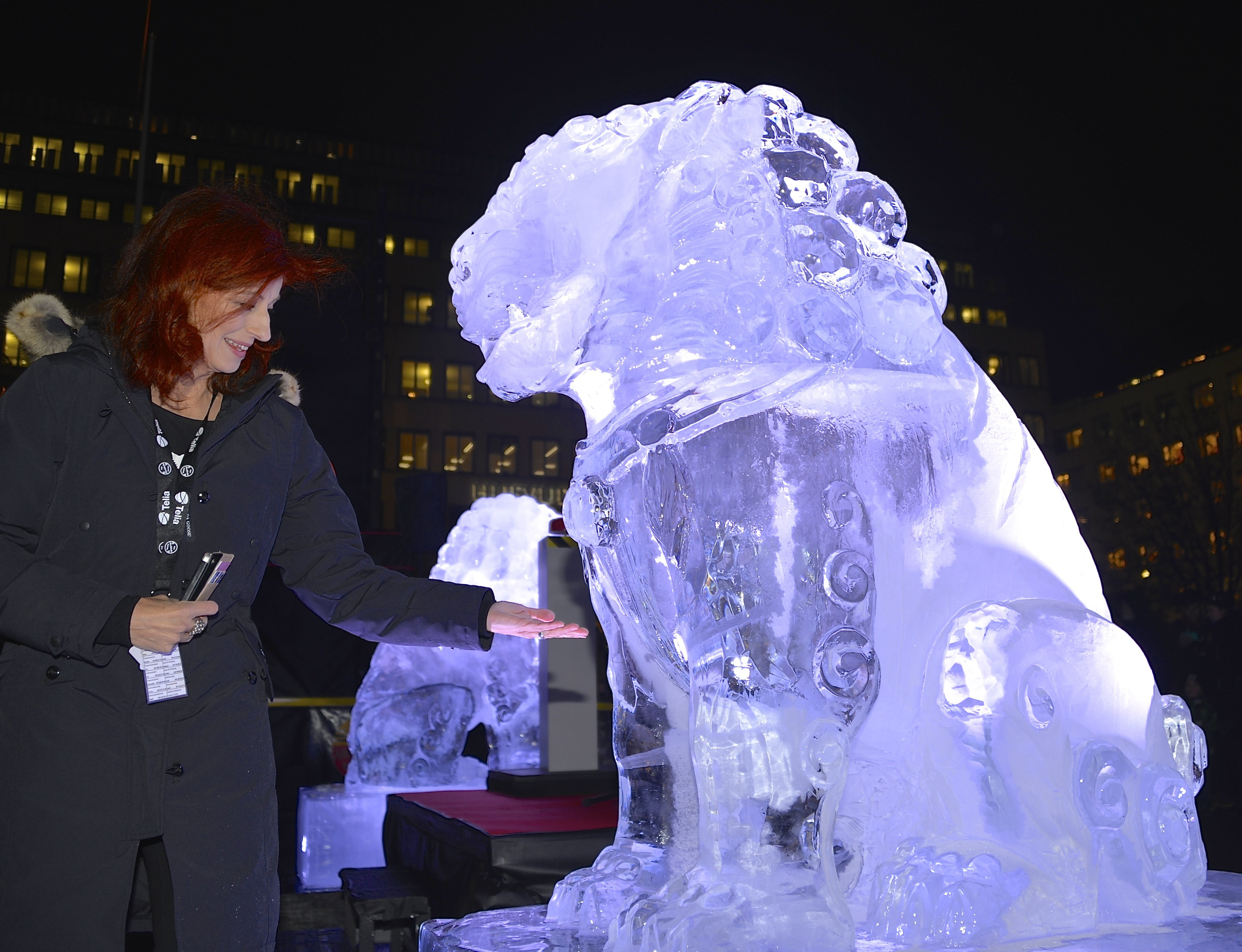
Festivalchefen Git Scheynius vid Ai Weiweis isskulpturer på Norrmalmstorg under Stockholms internationella filmfestival 2014.

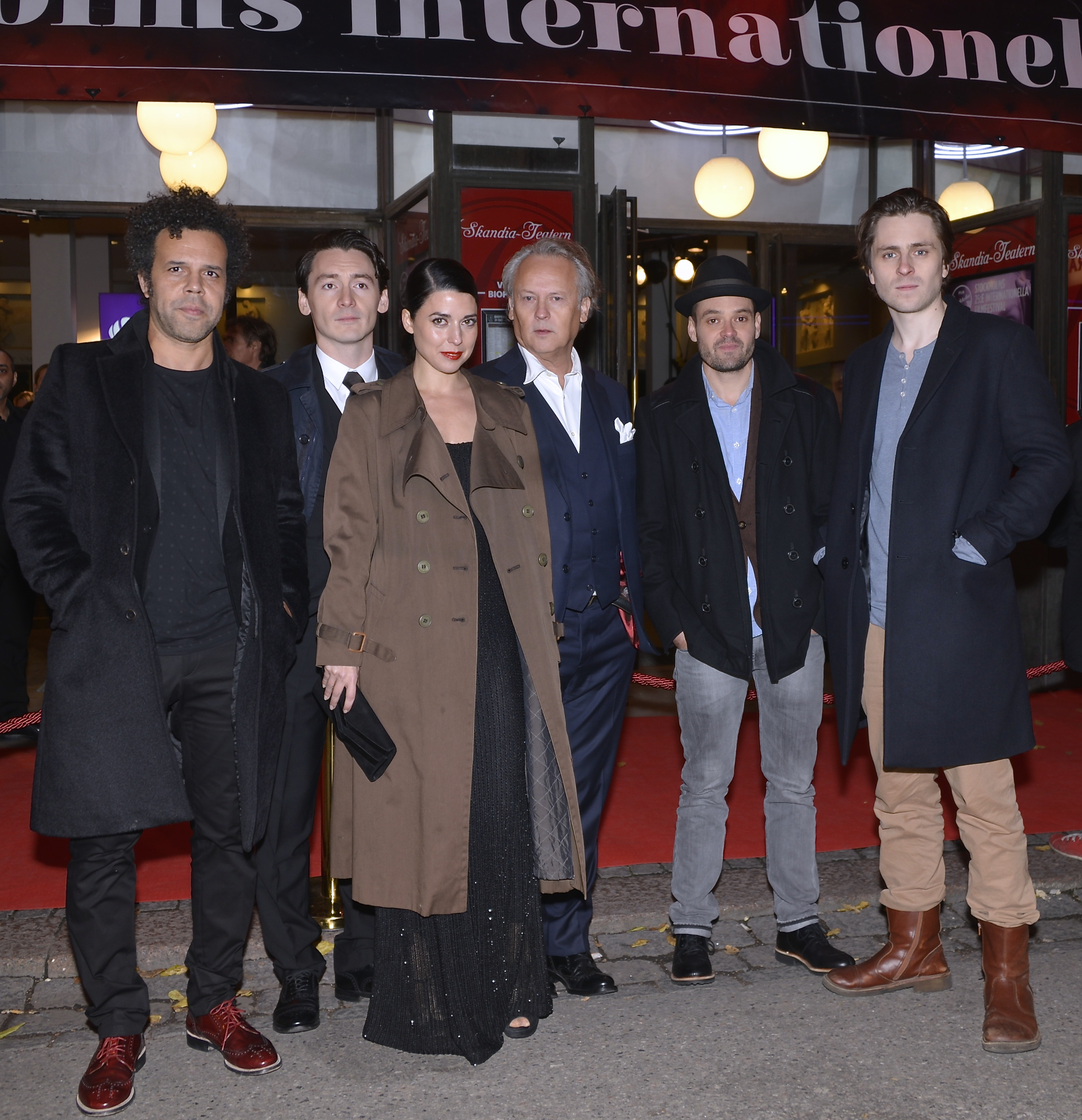
Gentlemen-gänget utanför Skandiabiografen inför invigningen av Stockholms filmfestival 2014. Från vänster: Mikael Marcimain, David Fukamachi Regnfors, Ruth Vega Fernandez, Klas Östergren, David Dencik och Sverrir Gudnason.

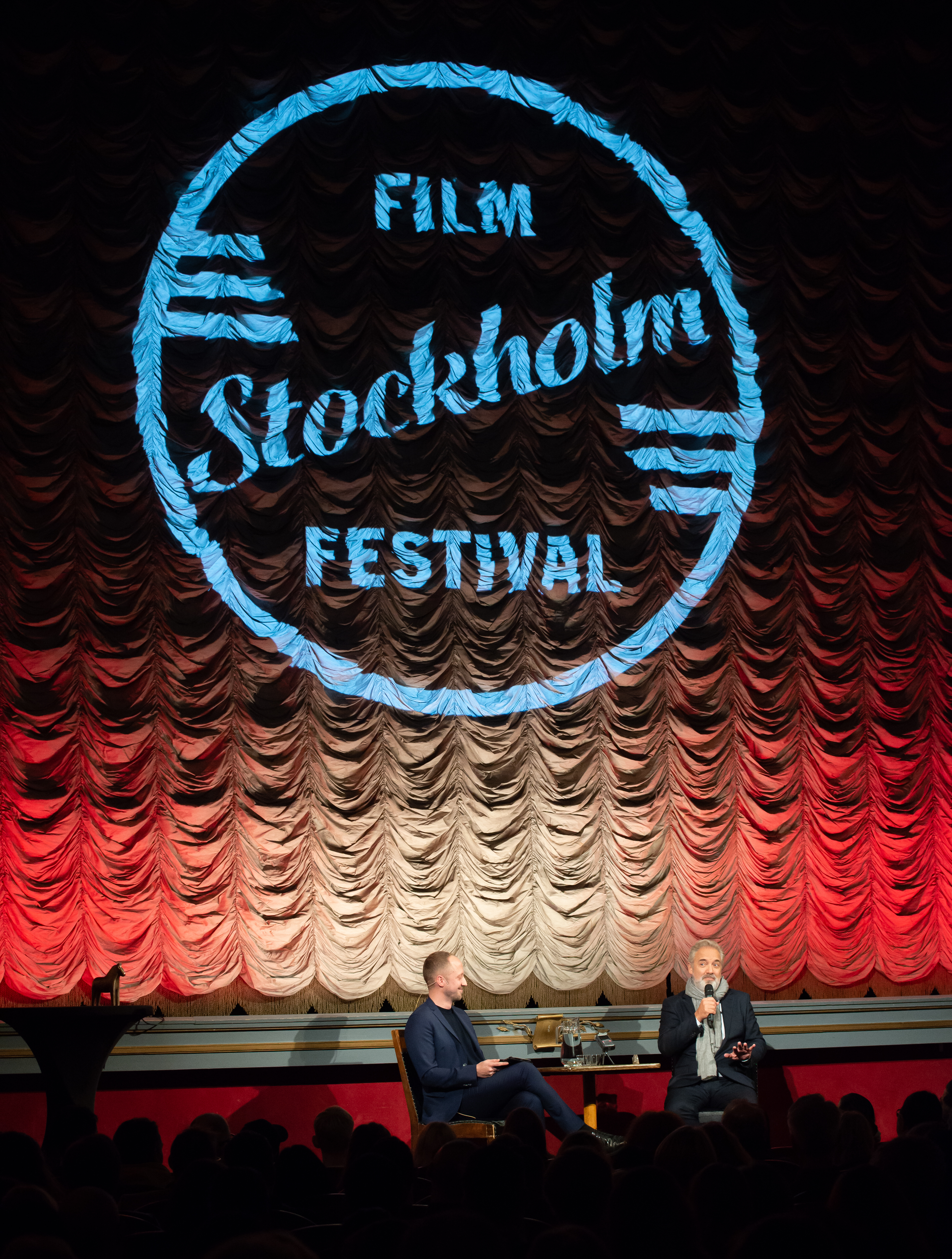
Filmkritiker Jakob Åsell i ett Face2Face med den brittiske film- och scenregissören, producenten och manusförfattaren Sam Mendes på biograf Skandia i Stockholm 2022.

Stockholms filmfestival eller Stockholm International Film Festival är en årligt återkommande filmfestival i Stockholm. Festivalen drivs av en ideell organisation med samma namn med stöd av Stockholms läns landsting, Stockholms stad och Svenska filminstitutet. Filmfestivalen äger rum i november varje år och visar då ungefär 150 filmer från omkring 60 olika länder. Sammanlagt arrangeras flera hundra programpunkter: filmvisningar, seminarier, scensamtal, röda mattan-visningar, industry-seminarier och fester.  
Stockholms filmfestival har under alla år lagt stort fokus på att skapa möten mellan filmskapare och publik. Sedan starten har regissörer och skådespelare som Francis Ford Coppola, Paul Schrader, Susan Sarandon, Luc Besson, Lauren Bacall, Ang Lee, Gena Rowlands, Elia Kazan, Rosanna Arquette, Claire Denis, Céline Sciamma och Quentin Tarantino besökt festivalen och mött publiken i biograferna. Stockholms filmfestivals målsättning är att bredda det svenska filmutbudet med nyskapande film av högsta kvalitet, att ge besökarna en orientering i den moderna filmen och stimulera till debatt. 
Festivalen vill lyfta fram unga och oetablerade filmskapare. I genomsnitt var tredje film i programmet är gjord av en debutant och i tävlingssektionen får endast regissörer som gjort högst två filmer tidigare medverka. Man vill även lyfta fram kvinnliga regissörer. 2018 var 39 procent av filmerna regisserade av kvinnor. I linje med detta delade man 2011–2013 ut Långfilmstipendiet på drygt 5 miljoner kronor som var ämnat åt kvinnliga regissörer i början av sin karriär. Under 2017 var hälften av filmerna i tävlingssektionen Competition regisserade av kvinnor. 
Stockholms internationella filmfestival anordnar även Stockholms filmfestival Junior, där kvalitetsfilm från olika länder tillgängliggörs för barn och unga i april, samt utomhus-eventet Sommarbio i augusti. Sommarbion startade 1991 då Hamlet visades inför 30 000 personer i Kungsträdgården efter en introduktion av Ernst-Hugo Järegård. Sedan starten har Sommarbion varit en återkommande inslag i sommar-Stockholm med filmvisningar av klassiska filmer under öppen himmel runtom i staden, bland annat i Berzelii park, Rålambshovsparken och på Stockholms stadion.

## Historia
Festivalen grundades 1990 av Ignas Scheynius och Kim Klein tillsammans med den nuvarande chefen Git Scheynius och ägde rum under fyra dagar. Öppningsfilm var "Wild at Heart" av David Lynch.
Det svenska kortfilmsstipendiet 1 km Film Award instiftades och delades ut i samband med den första festivalen, som även blev den första nordiska filmfestivalen att auktoriseras av FIAPF (Federation of Film Producers Associations). Samtidigt fick festivalen rätt att ha en internationell kritikerjury från FIPRESCI (Fédération Internationale de la Presse Cinématographique).
År 1991 utökades programmet till tio dagar och medlemsvisningar av kommande filmer hålls numera under hela året. Under Kulturhuvudstadsåret 1998 genomfördes visningar på Stockholms centralstation och en ny sektion som presenterar asiatisk film introducerades. 1999 togs beslut om att driva och visa filmer i biografen Skandia tillsammans med bland annat SF. År 2000 startades ungdomsprojektet Stockholms filmfestival Junior, en egen festival för unga filmintresserade mellan 6 och 19 år med syftet att ge barn och unga en möjlighet att se film som inte når den vanliga repertoaren.

## Priser[4]
Priser delas ut i flera kategorier kategorier. Det främsta priset, Bronshästen, delas ut i fem kategorier:  Stockholm Lifetime Achievement Award, Stockholm Visionary Award, Stockholm Achievement Award samt Bästa film och Bästa dokumentär. Den 7,3 kilo tunga Bronshästen är världens tyngsta filmpris och ska ses som en parafras på den svenska dalahästen. Bronshästen är skapad av designern Fredrik Swärd. Tidigare har bland annat Lauren Bacall, David Lynch, Roman Polanski, David Cronenberg, Terry Gilliam, Todd Solondz, Quentin Tarantino, Wes Anderson och Paul Schrader vunnit pris.
Aluminiumhästen delas ut till vinnarna för Bästa regi, Bästa debut, Bästa manus, Bästa foto, Bästa kvinnliga skådespelare, Bästa manliga skådespelare och Bästa kortfilm.

### Bronshästen: Stockholm Lifetime Achievement Award
Stockholm Lifetime Achievement Award tilldelas en inom film verksam person vars livsverk Stockholms filmfestival vill belysa och hedra.
- 1990 – Roger Corman
- 1991 – Dennis Hopper
- 1992 – Viveca Lindfors
- 1993 – Lloyd Kaufman
- 1994 – Quentin Tarantino
- 1995 – Jean-Paul Gaultier
- 1996 – Rod Steiger
- 1997 – Elia Kazan
- 1998 – Gena Rowlands
- 1999 – Roman Polanski
- 2000 – Lauren Bacall
- 2001 – Jean-Luc Godard
- 2002 – Erland Josephson
- 2003 – David Lynch
- 2004 – Oliver Stone
- 2005 – David Cronenberg
- 2006 – Lasse Hallström
- 2007 – Paul Schrader
- 2008 – Charlotte Rampling
- 2009 – Susan Sarandon
- 2010 – Harriet Andersson
- 2011 – Isabelle Huppert
- 2012 – Jan Troell
- 2013 – Claire Denis
- 2014 – Mike Leigh
- 2015 – Stephen Frears
- 2016 – Francis Ford Coppola
- 2017 – Vanessa Redgrave
- 2018 – Mary Harron
- 2019 – Max von Sydow
- 2020 – Martin Scorsese och Isabella Rosselini
- 2021 – Jane Campion
- 2022 – Anthony Hopkins[7]
- 2023 – Ken Loach[8]
- 2024 – Costa-Gavras[9]

### Bronshästen: Stockholm Visionary Award

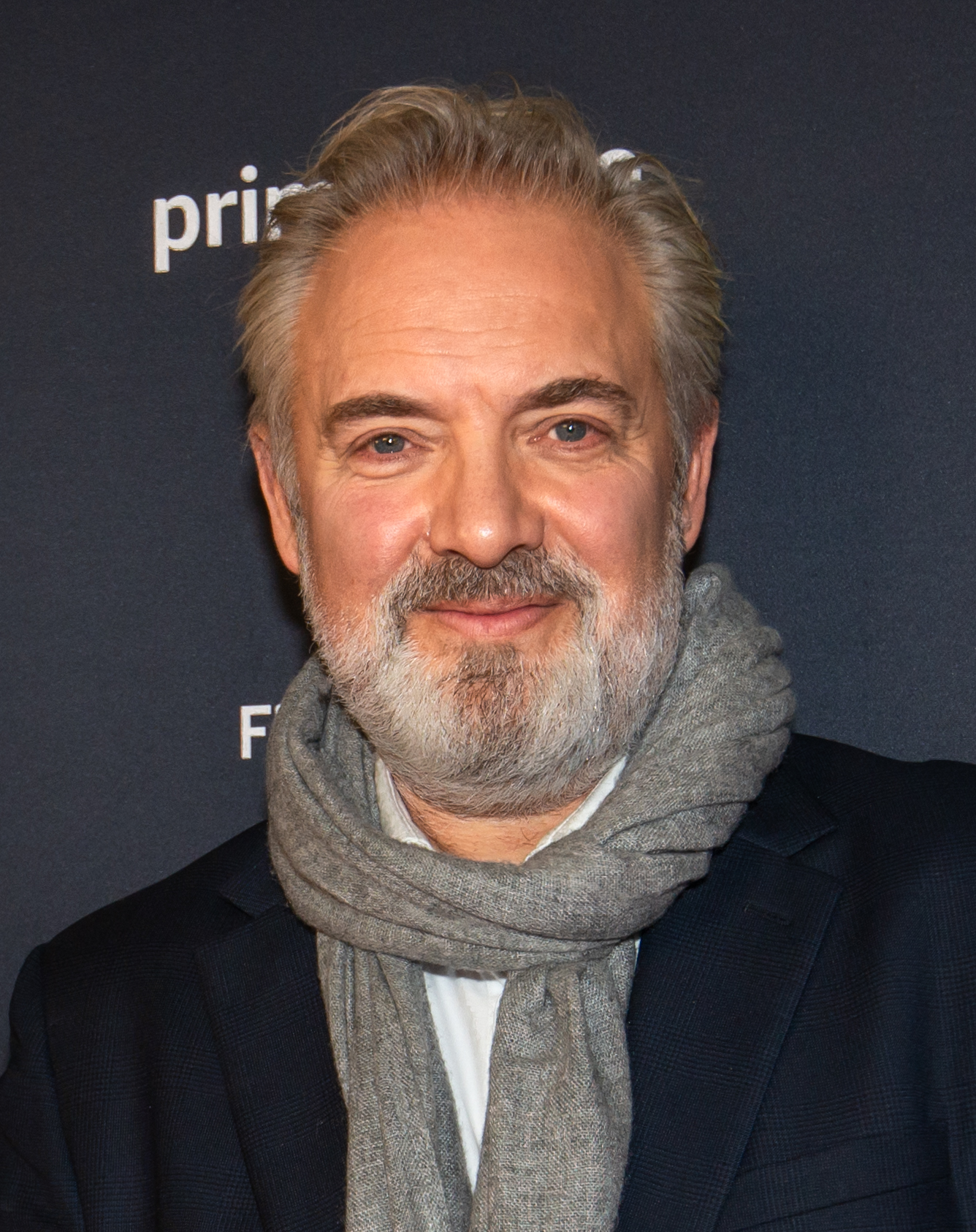
Filmregissören Sam Mendes som tilldelades Stockholm Visionary Award 2022, den förgyllda Bronshästen.

Stockholm Visionary Award instiftades 2004 med målet att uppmärksamma visionärerna inom den moderna filmen.
- 2004 – Todd Solondz
- 2005 – Terry Gilliam
- 2006 – Darren Aronofsky
- 2007 – Wes Anderson
- 2008 – Wong Kar-wai
- 2009 – Luc Besson
- 2010 – Gus Van Sant
- 2011 – Alejandro González Iñárritu
- 2012 – Jacques Audiard
- 2013 – Peter Greenaway
- 2014 – Roy Andersson
- 2015 – Yorgos Lanthimos
- 2016 – François Ozon
- 2017 – Pablo Larraín
- 2018 – Asghar Farhadi
- 2019 – Céline Sciama
- 2020 – Matteo Garrone
- 2021 – Joachim Trier
- 2022 – Sam Mendes[10]
- 2023 – Catherine Breillat[11]
- 2024 – Steve McQueen[12] och Sean Baker[13]

### Bronshästen: Stockholm Achievement Award
Stockholm Achievement Award uppmärksammar särskilda insatser inom filmmediet.
- 2012 – Willem Dafoe
- 2014 – Uma Thurman
- 2015 – Ellen Burstyn
- 2018 – Gunnel Lindblom
- 2019 – Rosanna Arquette och Payman Maadi
- 2020 – Viggo Mortensen
- 2021 – Kenneth Branagh och Robin Wright
- 2022 – Fares Fares[14]
- 2023 – Ethan Hawke[15]
- 2024 – Jesse Eisenberg[16]

### Bronshästen: Bästa film
| År   | Film                                | Regissör               |
| ---- | ----------------------------------- | ---------------------- |
| 1990 | The Natural History of Parking Lots | Everett Lewis          |
| 1991 | Europa                              | Lars von Trier         |
| 1992 | De hänsynslösa                      | Quentin Tarantino      |
| 1993 | Ett, två, tre - frys!               | Bertrand Blier         |
| 1994 | Pulp Fiction                        | Quentin Tarantino      |
| 1995 | Institute Benjamenta                | Stephen & Timothy Quay |
| 1996 | Flammande byar                      | Srđan Dragojević       |
| 1997 | Unmade Beds                         | Nicholas Barker        |
| 1998 | Rane                                | Srđan Dragojević       |
| 1999 | Les Convoyeurs Attendent            | Benoît Mariage         |
| 2000 | Ali Zaoua                           | Nabil Ayouch           |
| 2001 | Bully                               | Larry Clark            |
| 2002 | Irréversible                        | Gaspar Noé             |
| 2003 | Schultze Gets the Blues             | Michael Schorr         |
| 2004 | Innocence                           | Lucile Hadžihalilović  |
| 2005 | Nordeste                            | Juan Solanas           |
| 2006 | Sherrybaby                          | Laurie Collyer         |
| 2007 | 4 månader, 3 veckor, 2 dagar        | Cristian Mungiu        |
| 2008 | Frozen River                        | Courtney Hunt          |
| 2009 | Dogtooth                            | Yorgos Lanthimos       |
| 2010 | Winter's Bone                       | Debra Granik           |
| 2011 | Oslo, 31 augusti                    | Joachim Trier          |
| 2012 | Lore                                | Cate Shortland         |
| 2013 | The Selfish Giant                   | Clio Barnard           |
| 2014 | Girlhood                            | Céline Sciamma         |
| 2015 | Louder Than Bombs                   | Joachim Trier          |
| 2016 | Godless                             | Ralitza Petrova        |
| 2017 | Jeune Femme                         | Léonor Serraille       |
| 2018 | Firecrackers                        | Jasmin Mozaffari       |
| 2019 | Song Without a Name                 | Melina León            |
| 2020 | Berlin Alexanderplatz               | Burhan Qurbani         |
| 2021 | Rhino                               | Oleg Sentsov           |
| 2022 | Holy Spider                         | Ali Abbasi             |
| 2023 | The Settlers                        | Felipe Gàlvez          |
| 2024 | Nickel Boys                         | RaMell Ross            |

### Bronshästen: Bästa dokumentär[19]
| År   | Film                             | Regissör                              |
| ---- | -------------------------------- | ------------------------------------- |
| 2016 | Huligansparven                   | Nanfu Wang                            |
| 2017 | For Ahkeem                       | Jeremy S. Levine och Landon Van Soest |
| 2018 | Putins vittnen                   | Vitaliy Manskiy                       |
| 2019 | Ettbarnslandet                   | Nanfu Wang och Jialing Zhang          |
| 2020 | Gunda                            | Viktor Kosakovskiy                    |
| 2021 | Sabaya                           | Hogir Hirori                          |
| 2022 | All the Beauty and the Bloodshed | Laura Poitras                         |
| 2023 | The Eternal Memory               | Maite Alberdi                         |
| 2024 | Porcelin War                     | Brendan Bellomo och Slava Leontyev    |

### Aluminiumhästen: Bästa regi[19]
| År   | Film                          | Regissör             |
| ---- | ----------------------------- | -------------------- |
| 2012 | Beasts of the Southern Wild   | Benh Zeitlin         |
| 2013 | Fruitvale Station             | Ryan Coogler         |
| 2014 | A Girl At My Door             | July Jung            |
| 2015 | Mediterranea                  | Jonas Carpignano     |
| 2016 | Sandstorm                     | Elite Zexe           |
| 2017 | I Am Not a Witch              | Rungano Nyoni        |
| 2018 | Skate Kitchen                 | Crystal Moselle      |
| 2019 | You Deserve a Lover           | Hafsia Herzi         |
| 2020 | Identifying Features          | Fernanda Valadez     |
| 2021 | The Hill Where Lionesses Roar | Luàna Bajrami        |
| 2022 | Autobiography                 | Makbul Mubarak       |
| 2023 | How to Have Sex               | Molly Manning Walker |
| 2024 | Universal Language            | Matthew Rankin       |

### Aluminiumhästen: Bästa manus[19]
| År   | Film                          | Manusförfattare                                                      |
| ---- | ----------------------------- | -------------------------------------------------------------------- |
| 2012 | Killing me Softly             | Andrew Dominik                                                       |
| 2013 | Miss Violence                 | Alexandros Avranas och Kostas Peroulis                               |
| 2014 | Melbourne                     | Nima Javidi                                                          |
| 2015 | Mustang                       | Deniz Gamze Ergüven och Alice Winocour                               |
| 2016 | Old Stone                     | Johnny Ma                                                            |
| 2017 | No Date, No Signature         | Vahid Jalilvand och Ali Zarnegar                                     |
| 2018 | Capernaum                     | Nadine Labaki, Khaled Mouzanar, Jihad Hojeily och Michelle Keserwany |
| 2019 | Synonyms                      | Nadav Lapid och Haim Lapid                                           |
| 2020 | The Man Who Sold His Skin     | Kaouther Ben Hania                                                   |
| 2021 | The Hill Where Lionesses Roar | Luàna Bajrami                                                        |
| 2022 | Beautiful Beings              | Guðmundur Arnar Guðmundsson                                          |
| 2023 | Hounds                        | Kamal Lazraq                                                         |
| 2024 | La Cocina                     | Alonso Ruispalacíos                                                  |

### Aluminiumhästen: Bästa kvinnliga skådespelare[19]
| År   | Skådespelare        | Film                   |
| ---- | ------------------- | ---------------------- |
| 2012 | Saskia Rosendahl    | Lore                   |
| 2013 | Jasmine Trinca      | Miele                  |
| 2014 | Jasna Zalica        | These Are The Rules    |
| 2015 | Julija Steponaityte | The Summer of Sangaile |
| 2016 | Irena Ivanova       | Godless                |
| 2017 | Antonia Zegers      | Los Perros             |
| 2018 | Michaela Kurimsky   | Firecrackers           |
| 2019 | Nina Hoss           | The Audition           |
| 2020 | Katherine Waterston | The World to Come      |
| 2021 | Ruth Wilson         | True Things            |
| 2022 | Annabelle Lengronne | Mor och son            |
| 2023 | Maeve Jinkins       | Toll                   |
| 2024 | Malou Khebizi       | Wild Diamond           |

### Aluminiumhästen: Bästa manliga skådespelare[19]
| År   | Skådespelare           | Film                  |
| ---- | ---------------------- | --------------------- |
| 2012 | Tim Roth               | Broken                |
| 2013 | George MacKay          | For Those In Peril    |
| 2014 | Emir Hadzihafizbegovic | These Are The Rules   |
| 2015 | Koudous Seihon         | Mediterranea          |
| 2016 | Kévin Azaïs            | A Taste of Ink        |
| 2017 | Josh O'Connor          | God's Own Country     |
| 2018 | Victor Polster         | Girl                  |
| 2019 | Bartosz Bielenia       | Corpus Christi        |
| 2020 | Welket Bungué          | Berlin Alexanderplatz |
| 2021 | Serhii Filimonov       | Rhino                 |
| 2022 | Mehdi Bajestani        | Holy Spider           |
| 2023 | Kuan Alvarenga         | Toll                  |
| 2024 | Izaac Wang             | Didi                  |

### Aluminiumhästen: Bästa foto[19]
| År   | Fotograf             | Film                             |
| ---- | -------------------- | -------------------------------- |
| 2012 | Adam Arkapaw         | Lore                             |
| 2013 | Lorenzo Hagerman     | Heli                             |
| 2014 | Crystel Fournier     | Girlhood och These Are The Rules |
| 2015 | Manuel Dacosse       | Evolution                        |
| 2016 | Andrei Butica        | Dogs                             |
| 2017 | Paul Guilhaume       | Ava                              |
| 2018 | Hiroshi Okuyama      | Jesus                            |
| 2019 | Inti Briones         | Song Without a Name              |
| 2020 | Benjamín Echazarreta | Memory House                     |
| 2021 | Tim Curtin           | A Chiara                         |
| 2022 | Balthazar Lab        | La Jauría                        |
| 2023 | Nikolai Zheludovich  | Grace                            |
| 2024 | Martin Gschlacht     | The Devil's Bath                 |

### Aluminiumhästen: Bästa kortfilm[19]
| År   | Film                | Regi                    |
| ---- | ------------------- | ----------------------- |
| 2012 | Curfew              | Shawn Christensen       |
| 2013 | Tears of Inge       | Alisi Telengut          |
| 2014 | The Chicken         | Una Gunjak              |
| 2015 | A Few Seconds       | Nora El Hourch          |
| 2016 | Imago               | Raymund Ribay Gutierrez |
| 2017 | Retouch             | Kaveh Mazaheri          |
| 2018 | The Judgement       | Raymund Ribay Gutierrez |
| 2019 | Kingdom Come        | Sean Robert Dunn        |
| 2020 | The Name of the Son | Martina Matzkini        |
| 2021 | The Right Words     | Adrian Moyse Dullin     |
| 2022 | File                | Sonia K. Hadad          |
| 2023 | Cuarto de Hora      | Nemo Arancibia          |
| 2024 | The Sea In Between  | Lun Sevnik              |

### FIPRESCI-priset för bästa film
FIPRESCI-juryn består av tre filmkritiker som väljs ut av det internationella filmkritikerförbundet FIPRESCI (Fédération Internationale de la Press Cinématographique). Juryn utser en av filmerna i sektionen Open Zone som Bästa film.
- 1990 – Det gyllene fältet (The Reflecting Skin) av Philip Ridley
- 1991 – Leningrad, November av Andreas Schmidt & Oleg Morozov
- 1992 – Brottslig drift (Swoon) av Tom Kalin
- 1993 – Den döda modern (La Madre Muerta) av Juanma Bajo Ulloa
- 1994 – Chungking Express (Chong qing sen lin) av Wong Kar-wai
- 1995 – Living in Oblivion av Tom DeCillo
- 1996 – En handfull flugor (Fistful of Flies) av Monica Pellizzari
- 1997 – House of America av Marc Evans
- 1998 – The Acid House av Paul McGuigan
- 1999 – Boys Don't Cry av Kimberly Peirce
- 2000 – Billy Elliot av Stephen Daldry
- 2001 – Zuotian (Quitting) av Zhang Yang
- 2002 – The Slaughter Rule av Alex & Andrew Smith
- 2003 – Elle est des nôtres av Siegrid Alnoy
- 2004 – Hela vägen av Aleksi Salmenperä
- 2005 – Be with Me av Eric Khoo
- 2006 – Jindabyne av Ray Lawrence
- 2007 – Caramel av Nadine Labaki
- 2008 – Better Things av Duane Hopkins
- 2009 – Sin Nombre av Cary Joji Fukunaga
- 2010 – Winter's Bone av Debra Granik
- 2011 – Tinker, Tailor, Soldier, Spy av Tomas Alfredson
- 2012 – Everyday av Michael Winterbottom
- 2013 – Nebraska av Alexander Payne
- 2014 – Hungry Hearts av Saverio Costanzo
- 2015 – Macadam Stories av Samuel Benchetrit
- 2016 – American Honey av Andrea Arnold
- 2017 – Based on a True Story av Roman Polanski
- 2018 – Cold War av Pawel Pawlikowski
- 2019 – I Guds namn av François Ozon
- 2020 – The Woman who Ran av Hong Sang-soo
- 2021 – Petite Maman av Céline Sciamma
- 2022 – World War III av Houman Seyyedi
- 2023 – Monster av Hirokazu Kore-eda[17]
- 2024 – Emilia Pérez av Jacques Audiard[18]

### Stipendiet 1 km film
Priset, som är som instiftades 1990 och är ett av Sveriges största kortfilmspriser, ges till en ung svensk filmskapare för att ge förutsättningen att ta sitt filmskapande till en ny nivå. Tio finalister får varje år sin senaste film visad på festivalen och ett tillfälle att pitcha sitt nästa projekt och bjuds in att delta i masterclasses med kända filmskapare. Vinnaren erhåller 100 000 kronor från Svenska filminstitutet och 25 000 kronor från Film Stockholm som ska användas för att delfinansiera ett kommande filmprojekt. Vinnaren får även ett teknik- och kompetensstipendium motsvarande en summa på 225 000 kronor från Dagsljus, Film Stockholm, Fackförbundet för scen och film, Fyra K Media och Edisen. Totalt värde på priset av 1 km film är 350 000 kronor.
- 1990 – Max Andersson
- 1991 – Johan Camitz
- 1992 – Klas Lejonhuvud
- 1993 – Ella Lemhagen
- 1994 – Ingrid Rudefors
- 1995 – Magnus Carlsson
- 1996 – Geir Hansteen Jörgensen
- 1997 – Chris Anthony
- 1998 – Jens Jonsson
- 1999 – Babak Najafi
- 2000 – Christian Eklöw och Christopher Panov
- 2001 – Jesper Klevenås
- 2002 – Sorgenfri Entertainment
- 2003 – Johan Jonason
- 2004 – Daniel Wallentin
- 2005 – Malou Schultzberg
- 2006 – Amanda Adolfsson
- 2007 – Andreas Tibblin
- 2008 – Alexandra Dahlström
- 2009 – Amanda Kernell
- 2010 – Hugo Lilja
- 2011 – Gustav Danielsson
- 2012 – Johanna Paulsdotter
- 2013 – John Skoog
- 2014 – Ninja Thyberg
- 2015 – Victor Lindgren
- 2016 – Frida Kempff
- 2017 – Ville Gideon Sörman
- 2018 – Julia Thelin
- 2019 – Tova Mozard
- 2020 – Jo Widerberg
- 2021 – Emma Pål Brunzell
- 2022 – SaraKlara Hellström
- 2023 – Ville Gobi[17]
- 2024 – Lode Kuylenstierna[18]

### Audience Award
Tillsammans med en samarbetspartner låter Stockholms filmfestival publiken välja ut sin favoritfilm.
- 2000 – Boys Don't Cry av Kimberly Peirce
- 2001 – Lost and Delirious av Léa Pool
- 2002 – Japón (Japan) av Carlos Reygadas
- 2003 – The Station Agent av Thomas McCarthy
- 2004 – Old Boy – hämnden av Park Chan-wook
- 2005 – Storm av Måns Mårlind och Björn Stein
- 2006 – Little Miss Sunshine av Jonathan Dayton och Valerie Faris
- 2007 – Juno av Jason Reitman
- 2008 – De ofrivilliga av Ruben Östlund
- 2009 – The Cove av Louie Psihoyos
- 2010 – Waste Land av Lucy Walker och This is England '86 av Shane Meadows
- 2011 – 50/50 av Jonathan Levine
- 2012 – Call Girl av Mikael Marcimain
- 2013 – 12 Years a Slave av Steve McQueen
- 2014 – Mommy av Xavier Dolan
- 2015 – Mustang av Deniz Gamze Ergüven
- 2016 – Jag, Daniel Blake av Ken Loach
- 2017 – Three Billboards Outside Ebbing, Missouri av Martin McDonagh
- 2018 – Capernaum av Nadine Labaki
- 2019 – Jojo Rabbit av Taika Waititi
- 2020 – Dinner in America av Adam Rehmeier
- 2021 – Belfast av Kenneth Branagh
- 2022 – The Banshees of Inisherin av Martin McDonagh
- 2023 – Poor Things av Giorgos Lanthimos[20]
- 2024 – Emilia Pérez av Jacques Audiard[21]

### Rising Star
Priset tilldelas en skådespelare som gjort utmärkande prestationer på film och har möjligheten att bli morgondagens stjärna. Syftet med priset är att lyfta fram skådespelare tidigt i karriären. Vinnaren erhåller även en resa till filmfestivalen i Cannes under följande år.
- 2008 – Malin Crépin
- 2009 – Anastasios Soulis
- 2010 – Alicia Vikander
- 2011 – Malin Buska
- 2012 – Nermina Lukac
- 2013 – Adam Lundgren
- 2014 – Julia Ragnarsson
- 2015 – Aliette Opheim
- 2016 – Filip Bergh
- 2017 – Gustav Lindh
- 2018 – Alba August
- 2019 – Celie Sparre
- 2020 – Lancelot Ncube
- 2021 – Edvin Ryding
- 2022 – Sara Shirpey
- 2023 – Hanna Ardéhn[17]
- 2024 – Erik Svedberg-Zelman[18]

### Avvecklade priser

#### Made in Stockholm
- 2002 – Return of the Monster av Adam Valkare
- 2003 – I oop av Mikael Kristensson och Martin Nilsson
- 2004 – Little Big Love av Tomas Mankovsky
- 2005 – Death by Heart av Malin Erixon

#### Stockholms filmfestivals Långfilmstipendium
Stipendiet gick till ett projekt med en kvinnlig regissör som ville filma en stark historia med tydlig vision. De nominerade till priset valdes ut genom en utvärdering baserat på manus, tidigare produktioner, teamets möjlighet att genomföra produktionen enligt tidsplan och budget samt publikpotential. Stipendiet hade på ett värde av 5,4 miljoner kronor och vinnarfilmen producerades under följande två år. Den färdiga filmen fick världspremiär på Stockholms filmfestival, distribuerades av NonStop Entertainment i Norden och Baltikum, samt visades i Telias digitala videobutik två veckor efter biopremiären.
- 2011 – Ömheten av Sofia Norlin. Stipendiet gick först till Lisa Aschan för filmen Förvaret. Aschan tackade sedan nej.[23]
- 2012 – Unga Sophie Bell av Amanda Adolfsson
- 2013 – She's Wild Again Tonight av Fia-Stina Sandlund

#### ifestival World Wide Web Award
Priset tilldelas en kortfilm i programsektionen ifestival. Filmerna visas på nätet under festivalen och publiken röstar fram vinnaren online under festivalperioden.
- 2000 – Cloud Cover av Lisbeth Svärling
- 2001 – Flat n' Fluffy av Benoît Boucher
- 2002 – Covert av Joe Berger
- 2003 – Cape Cod av Milagros Mumenthaler
- 2004 – Grass av Simon Otto
- 2005 – Skogen... och 7 Illustrationer kring namnet på ett träd av Malin Erixon
- 2006 – Untitled Short Film av Lars Emil Árnason
- 2007 – Two Times Now av Michalis Konstantatos
- 2008 – Little Things av Karolina Pajak
- 2009 – Pim, Pam, Pum av Asier Urbieta
- 2010 – Sister av Michael Rittmannsberger
- 2011 – Little Theatres: Homage To The Mineral Of Cabbage av Stephanie Dudley
- 2012 – Benjamin's Flowers av Malin Erixon
- 2013 – Swear av Lea Becker
- 2014 – A Spark at Darkest Night av Paul DeSilva
- 2015 – Tisure av Adrian Geyer
- 2016 – Trial and Error av Antje Heyn

#### Stockholm Impact Award
Priset instiftades 2015 av filmfestivalen och Stockholm stad med syfte att lyfta fram kvalitetsfilm som speglar samtiden. Priset delades ut mellan 2015 och 2020 till en regissör som adresserar samhällsfrågor som demokrati, jämställdhet och mänskliga rättigheter för att inspirera till debatt och förändring. Vinnaren tilldelades en miljon kronor samt en statyett skapad av den kinesiske konstnären Ai Weiwei.
- 2015 – Leena Yadav för Parched
- 2016 – Wayne Roberts för Katie Says Goodbye
- 2017 – Anna Jadowska för Wild Roses
- 2018 – Beatriz Seigner för Los Silencios
- 2019 – Kantemir Balagov för Beanpole
- 2020 – Michel Franco för New Order[25]

## Visningar
Under festivalen, som hålls varje höst, visas filmer i olika biografer i Stockholm, där medlemmar även kan gå på gratis förhandsvisningar varje månad under hela året. På våren arrangeras Stockholms filmfestival Junior för alla mellan 6 och 19 år som bland annat innefattar den nationella kortfilmstävlingen 1 minut film. År 2011 slog Stockholms filmfestival Junior besöksrekord när 18 000 barn och unga besökte festivalen.
På sensommaren arrangeras Sommarbio, då festivalen under fem dagar visar utomhusbio i Rålambshovsparken. 
När festivalen firade sitt 20-årsjubileum i november 2009 skedde det bland annat med jubileumsvisningar utomhus på en tio ton tung filmduk av is i Kungsträdgården. Isen till världens första isfilmduk skördades ur Torne älv i mars samma år. Den 21 och 22 november visades bland annat Rocky Horror Picture Show och Den röda lyktan. En kort anförande hölls av Susan Sarandon, som fick bronshästen för sin livstidsinsats.

## Festivaler
| År                  | Tema                              | Jury | Bästa film                      | Lifetime Achievement Award            | Stockholm Visionary Award   |
| ------------------- | --------------------------------- | --- | ------------------------------- | ------------------------------------- | --------------------------- |
| 1990                |                                   | | Natural History of Parking Lots | Roger Corman                          |                             |
| 1991                |                                   | | Europa                          | Dennis Hopper                         |                             |
| 1992                |                                   | | De hänsynslösa                  | Viveca Lindfors                       |                             |
| 1993                | Tromaville                        | | Ett, två, tre - frys!           | Lloyd Kaufman                         |                             |
| 1994                |                                   | | Pulp Fiction                    | Quentin Tarantino                     |                             |
| 1995                | Jean-Paul Gaultier                | | Institute Benjamenta            | Jean-Paul Gaultier                    |                             |
| 1996                |                                   | | Flammande byar                  | Rod Steiger                           |                             |
| 7–16 november 1997  |                                   | | Unmade Beds                     | Elia Kazan                            |                             |
| 1998                |                                   | | Rane                            | Gena Rowlands                         |                             |
| 12–21 november 1999 | Sinema                            | Gaspar Noé | Les Convoyeurs Attendent        | Roman Polanski                        |                             |
| 9–19 november 2000  |                                   | Olle Ljungström och Linus Tunström                                                                            | Ali Zaoua                       | Lauren Bacall                         |                             |
| 18–28 november 2001 | Bollywood                         | | Bully                           | Jean-Luc Godard                       |                             |
| 14–24 november 2002 | Latinoamerikansk film             | | Irréversible                    | Erland Josephson                      |                             |
| 2003                | Thailändsk film                   | | Schultze Gets the Blues         | David Lynch                           |                             |
| 18–28 november 2004 | Japansk anime                     | | Innocence                       | Oliver Stone                          | Todd Solondz                |
| 18–28 november 2005 | Kvinnlig hämnd                    | | Nordeste                        | David Cronenberg                      | Terry Gilliam               |
| 16–26 november 2006 | Arabisk film                      | | Sherrybaby                      | Lasse Hallström                       | Darren Aronofsky            |
| 15–25 november 2007 | All you need is talent            | Tom Kalin (ordförande), Tova Magnusson Norling, Mikael Marcimain, Lia Boysen och Mikael Flodell               | 4 månader, 3 veckor, 2 dagar    | Paul Schrader                         | Wes Anderson                |
| 20–30 november 2008 | Rysk film                         | Jörn Donner (ordförande), Karin Mamma Andersson, Erik Richter Strand, Elin Klinga och Sharon Swart            | Wild East                       | Charlotte Rampling                    | Wong Kar-wai                |
| 18–29 november 2009 | Apocalypse                        | | Dogtooth                        | Susan Sarandon                        | Luc Besson                  |
| 17–28 november 2010 | Extreme politics                  | Holly Hunter (ordförande)                                                                                     | Winter's Bone                   | Harriet Andersson                     | Gus Van Sant                |
| 9–20 november 2011  | Love stories                      | Whit Stillman (ordförande), Iben Hjejle, Sandra Harms, Jens Assur och Lisa Langseth                           | Oslo 31 augusti                 | Isabelle Huppert                      | Alejandro González Iñárritu |
| 7–18 november 2012  | Makt                              | Peter Fonda (ordförande), Srđan Dragojević, Malin Crépin, Karolina Ramqvist, Antonio Campos och Anna Croneman | Lore                            | Jan Troell                            | Jacques Audiard             |
| 6–17 november 2013  | Frihet                            | Kristian Petri (ordförande), Ai Weiwei, Helena Danielsson, Lena Endre, Moa Gammel och Hiner Saleem            | The Selfish Giant               | Claire Denis                          | Peter Greenaway             |
| 5–16 november 2014  | Hope                              | Daniél Espinosa (ordförande), Debra Granik, Johannes Bah Kuhnke och Erika Wasserman                           | Girlhood                        | Mike Leigh                            | Roy Andersson               |
| 11–22 november 2015 | Migration                         | Ai Weiwei (ordförande), Mimmi Spång, Peter Grönlund, Christian Zübert, Arab Nasser och Di Phan Dang           | Louder Than Bombs               | Stephen Frears                        | Yorgos Lanthimos            |
| 9–20 november 2016  | Identitet                         | Annika Rogell, Roland Vranik, Wayne Roberts, Frida Kempff och Julia Ragnarsson                                | Godless                         | Francis Ford Coppola                  | François Ozon               |
| 8–19 november 2017  | Change                            | | Jeune Femme                     | Vanessa Redgrave                      | Pablo Larraín               |
| 7–18 november 2018  | Democracy in Danger               | Beatriz Seigner, Soheil Beiraghi, Sofie Palage, Thomas Hanzon, Ulf Rollof                                     | Firecrackers                    | Mary Harron                           | Asghar Farhadi              |
| 6–17 november 2019  | Maffia – Organiserad brottslighet | Erik Hemmendorff (ordförande)                                                                                 | Song Without a Name             |                                       | Céline Sciamma              |
| 11–22 november 2020 | Out of Order                      | Patrik Andersson (ordförande), Eva Melander och Isabella Eklöf                                                | Berlin Alexanderplatz           | Martin Scorsese & Isabella Rossellini | Matteo Garrone              |
| 10–21 november 2021 | Motherhood                        | Sahraa Karimi (ordförande), Ronnie Sandahl och Kristina Åberg                                                 | Rhino                           | Jane Campion                          | Joachim Trier               |
| 9–20 november 2022  | Ukraina                           | Alexej Manvelov, Erika Wasserman, Nathalie Álvarez Mesén och Oleg Sentsov (hedersordförande)                  | Holy Spider                     | Anthony Hopkins                       | Sam Mendes                  |
| 8–19 november 2023  | The other truth / Storbritannien  | Jesper Kurlandsky, Ernst de Geer och Asta Kamma August                                                        | The Settlers                    | Ken Loach                             | Catherine Breillat          |
| 6–17 november 2024  | Män i kris / Kanada               | | Nickel Boys                     | Costa-Gavras                          | Steve McQueen Sean Baker    |

## Bilder från Kungsträdgården 2009

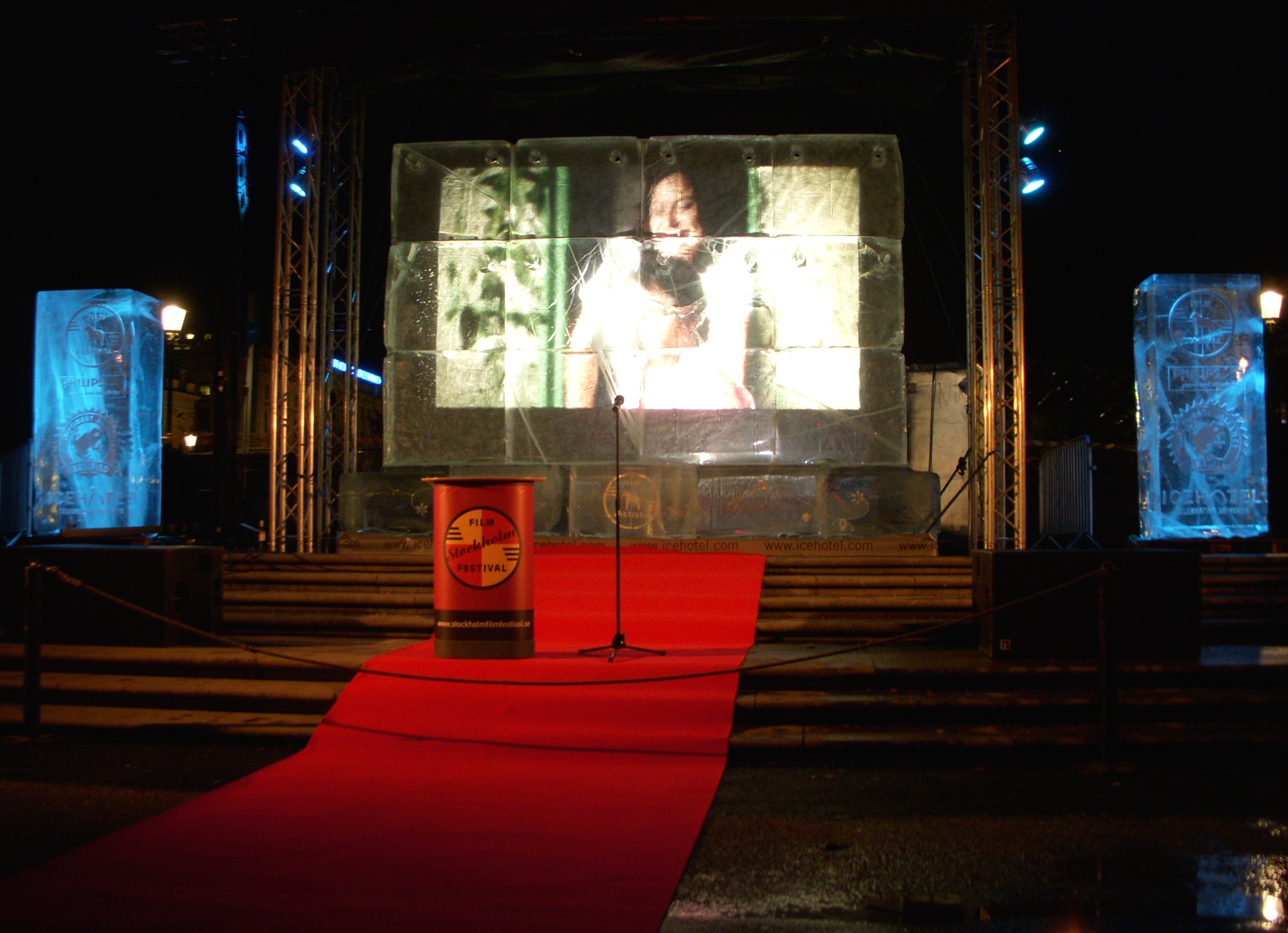
Is-filmduken
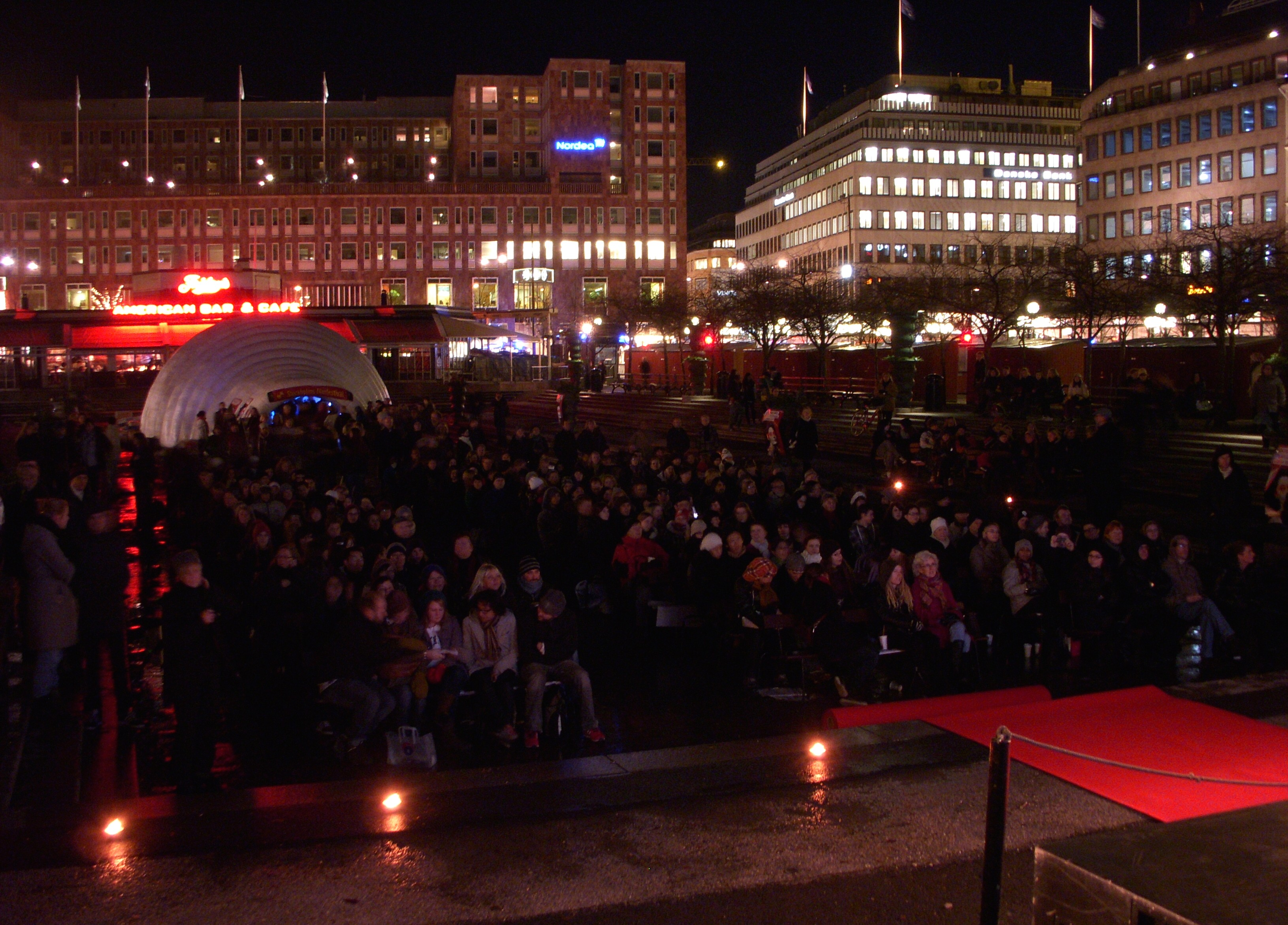
Publiken
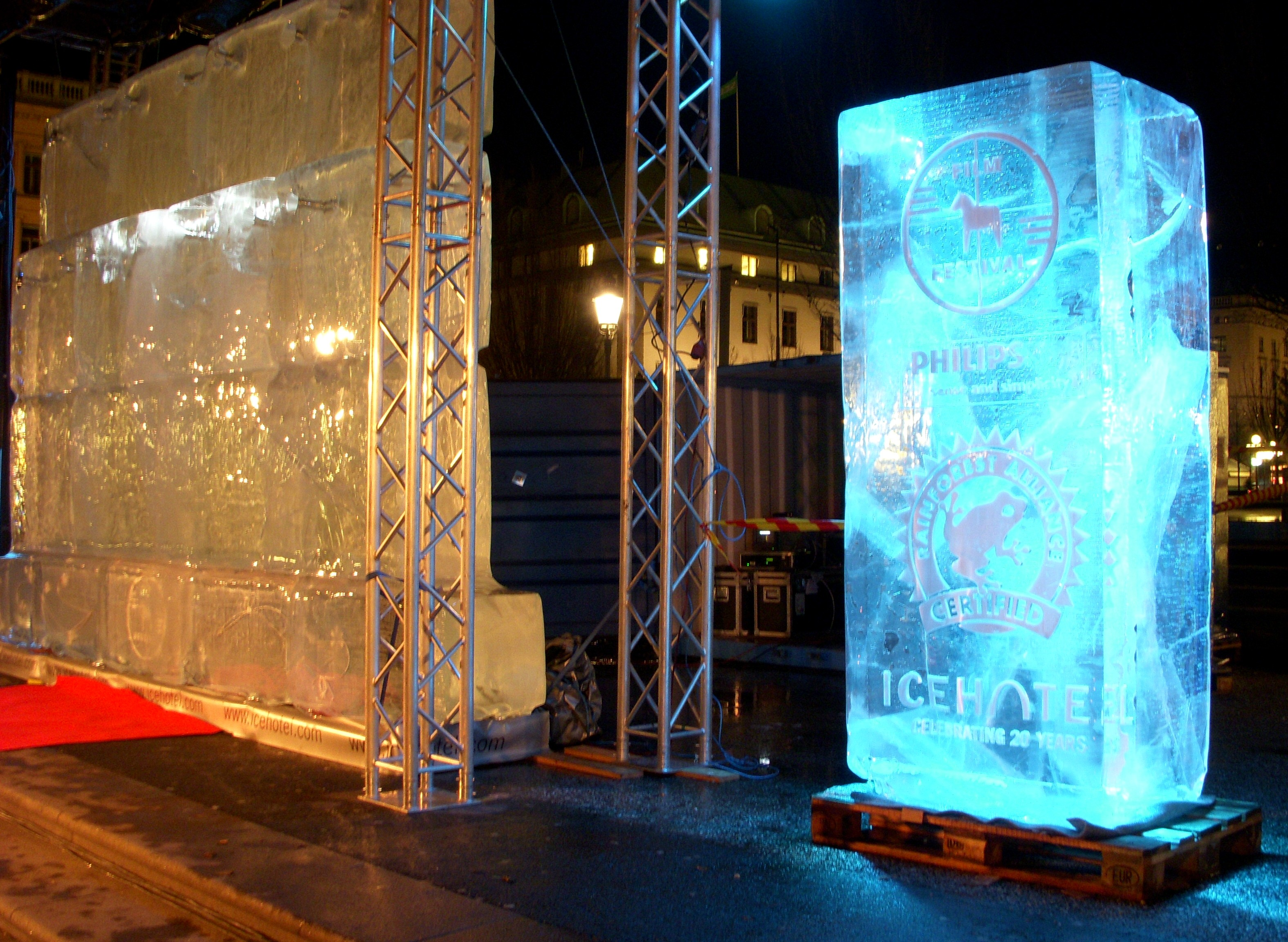
Isduk och isblock

## Bilder från Stockholms Filmfestival 2014

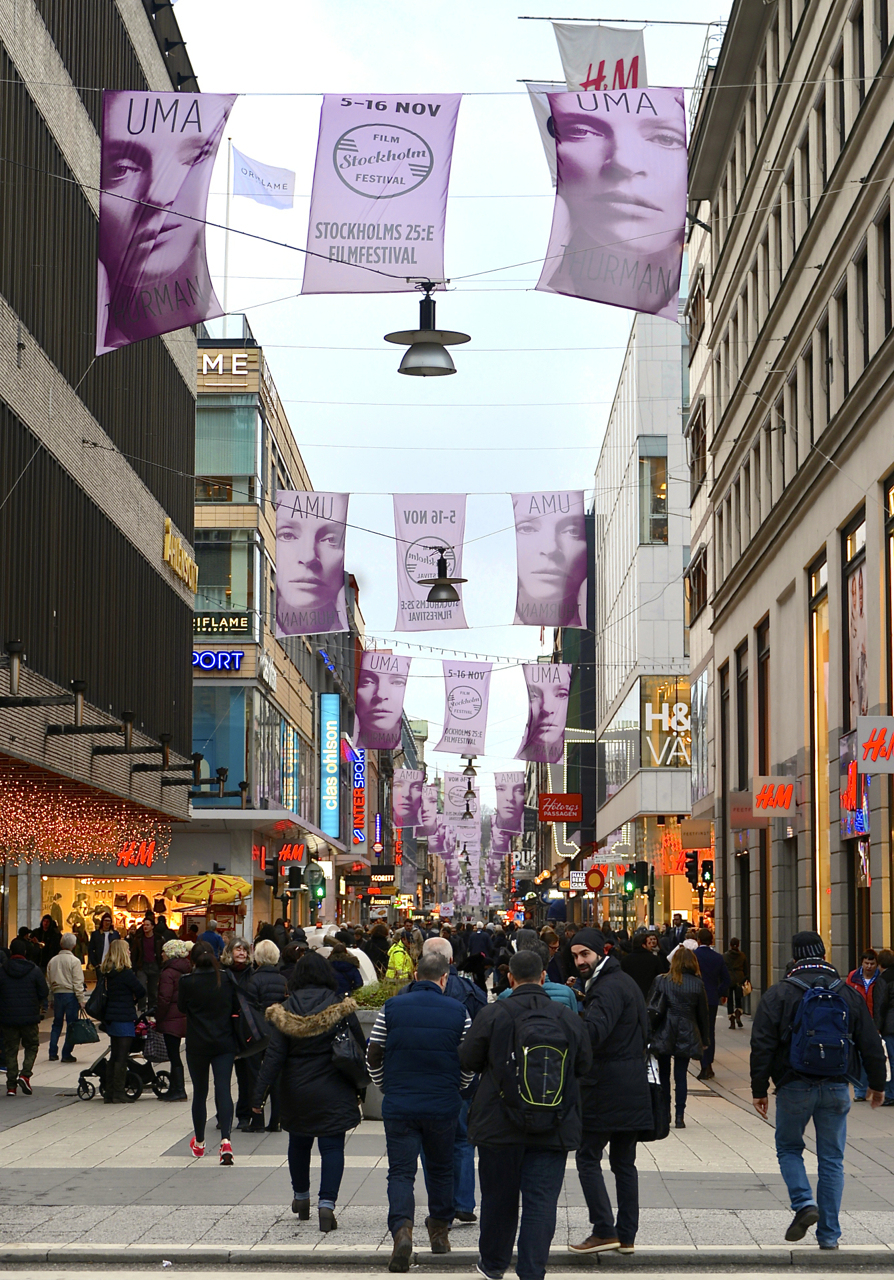
Festivalflaggat och klart.
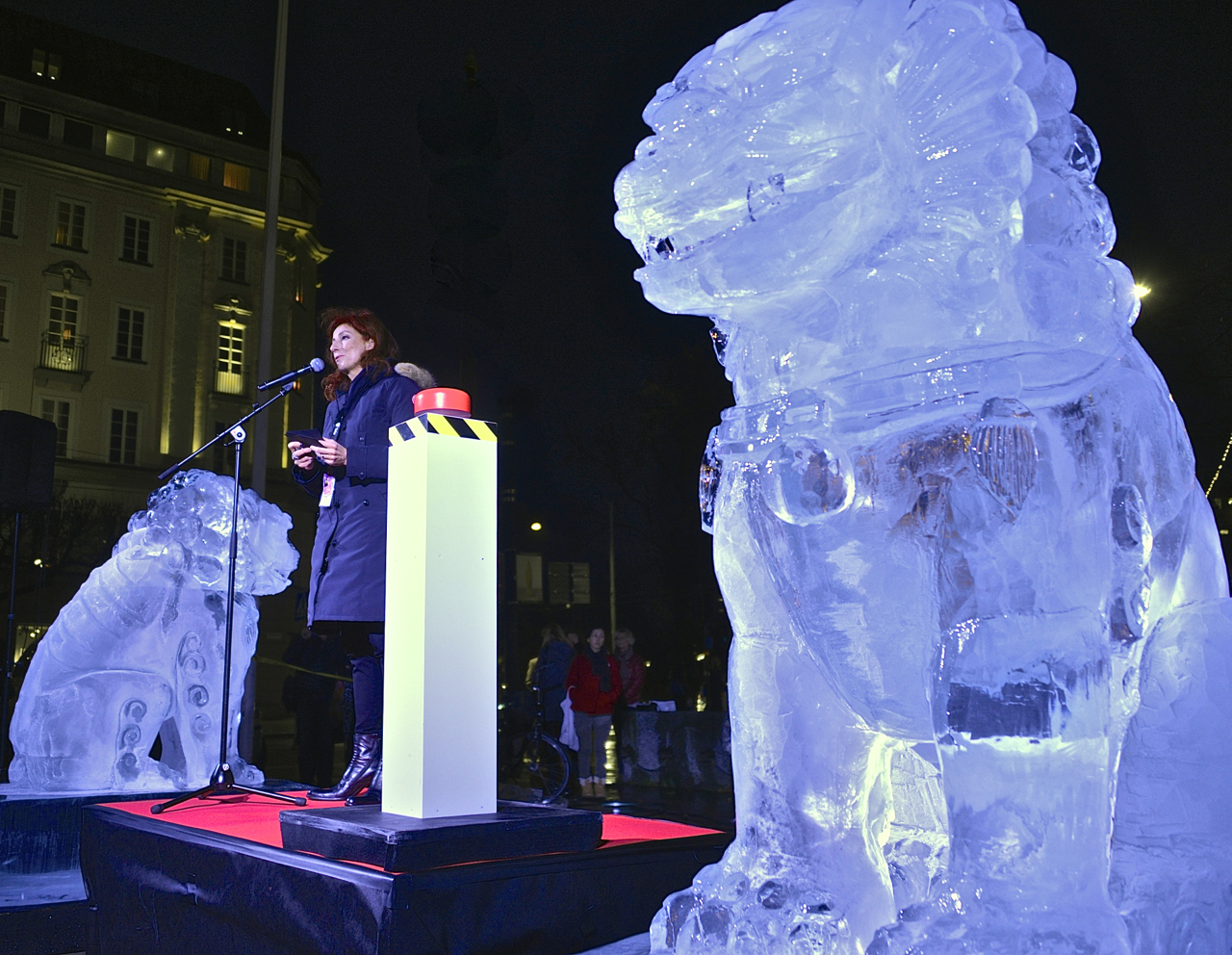
Git Scheynius inviger Ai Weiweis isskulpturer på Norrmalmstorg i Stockholm inför filmfestivalen.
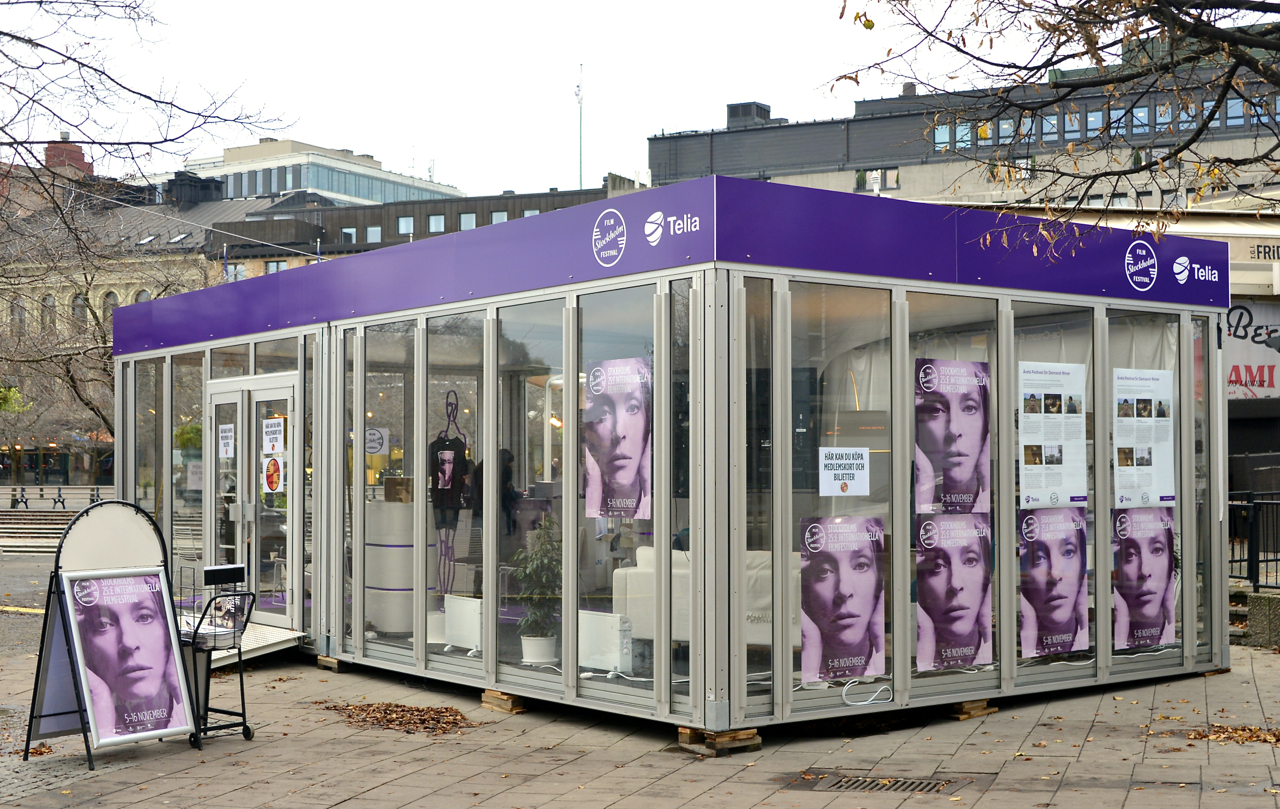
Festivalens försäljningsställe Glashuset i Kungsträdgården.
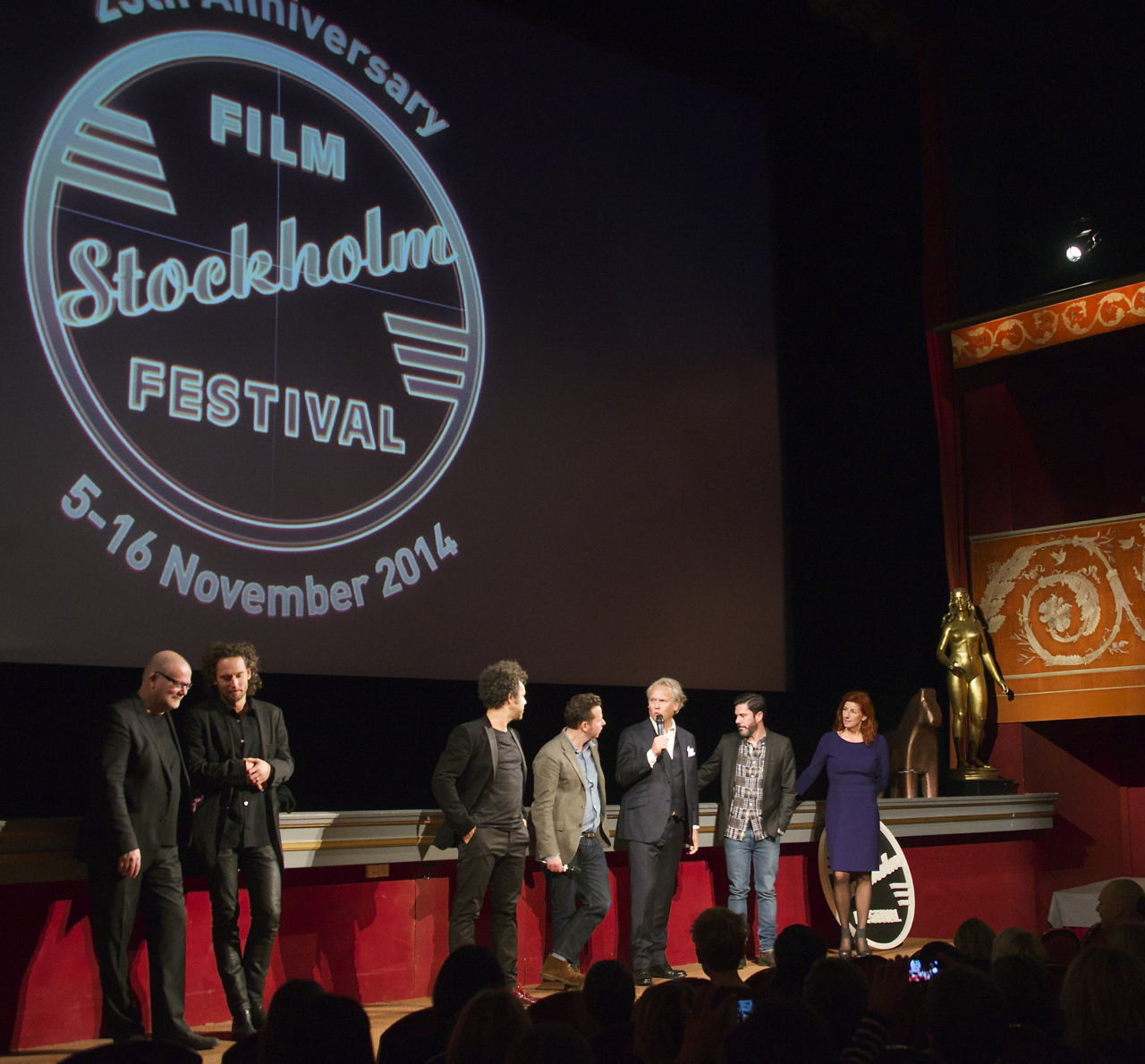
Invigningen den 5 november 2014.
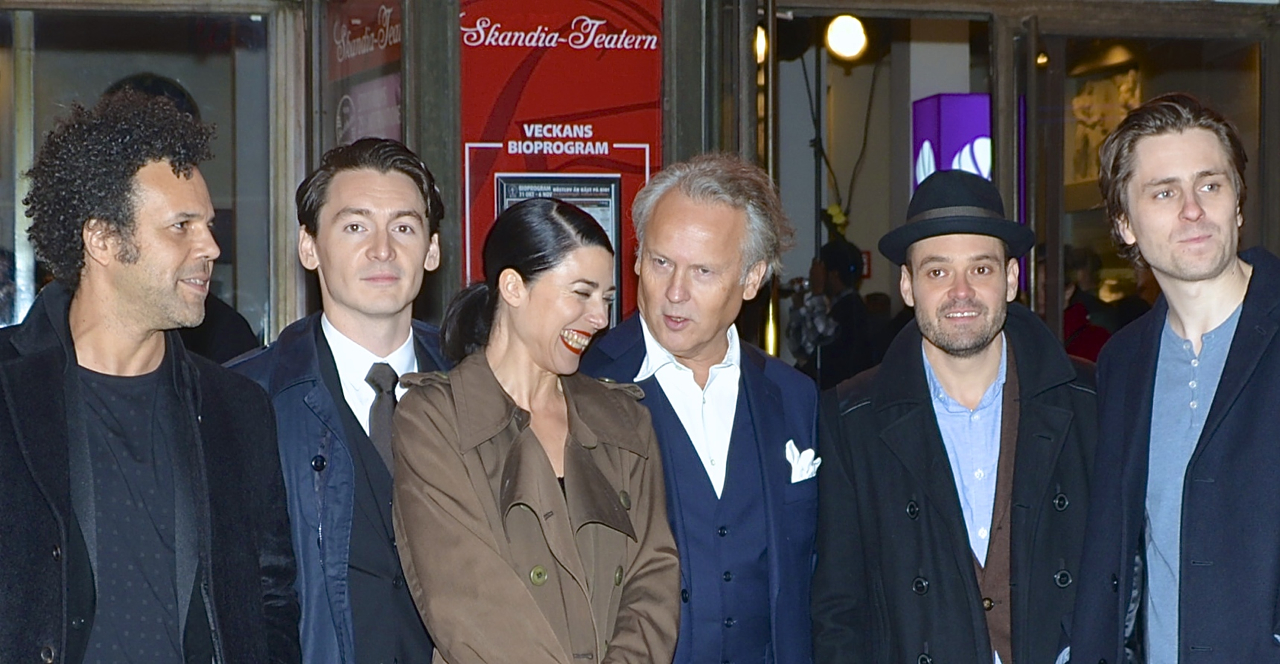
Filmen Gentlemen invigde festivalen med författaren, regissören och skådespelarna på plats.
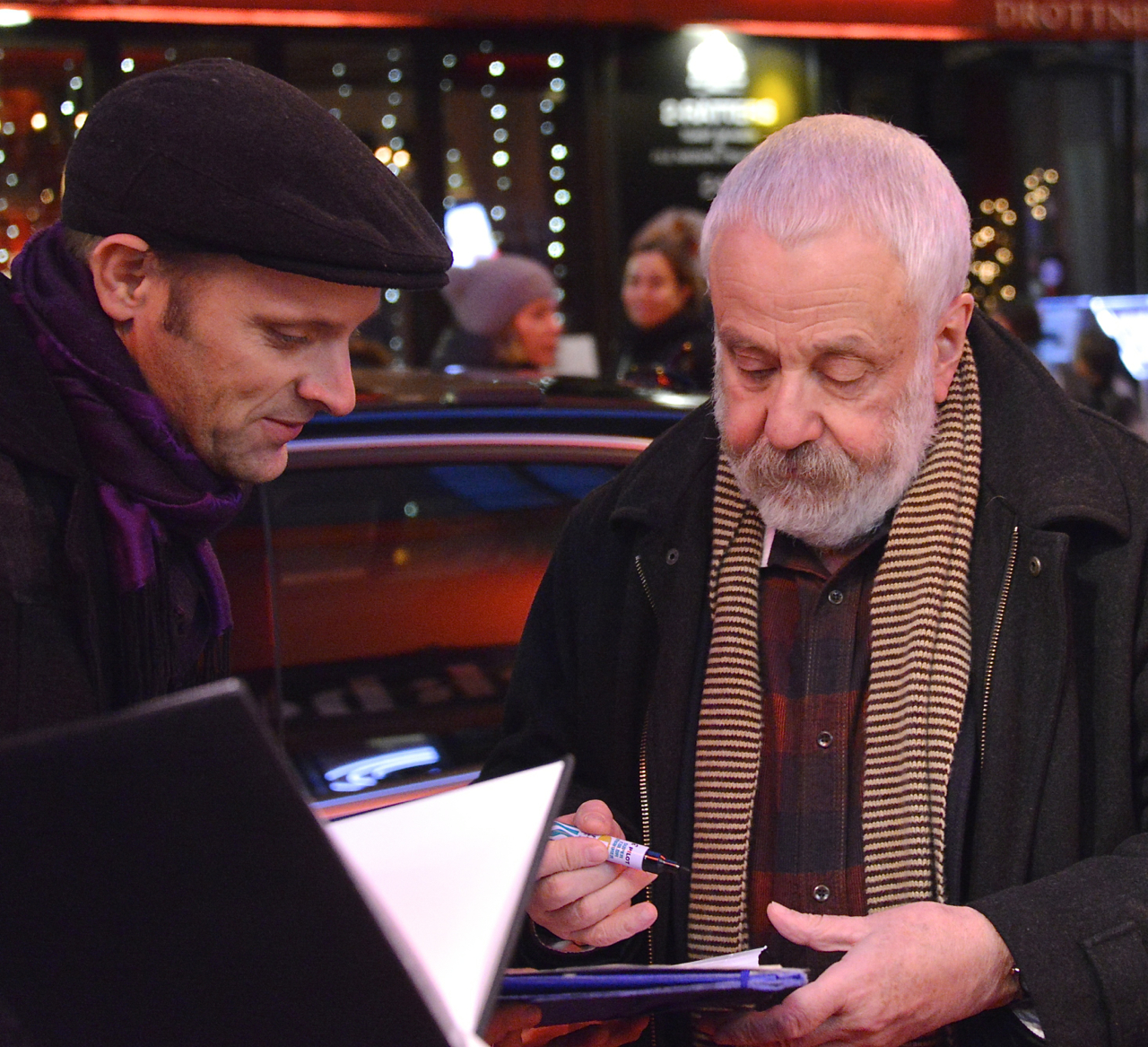
Mike Leigh signerade autografer och fick Lifetime Achievement Award.
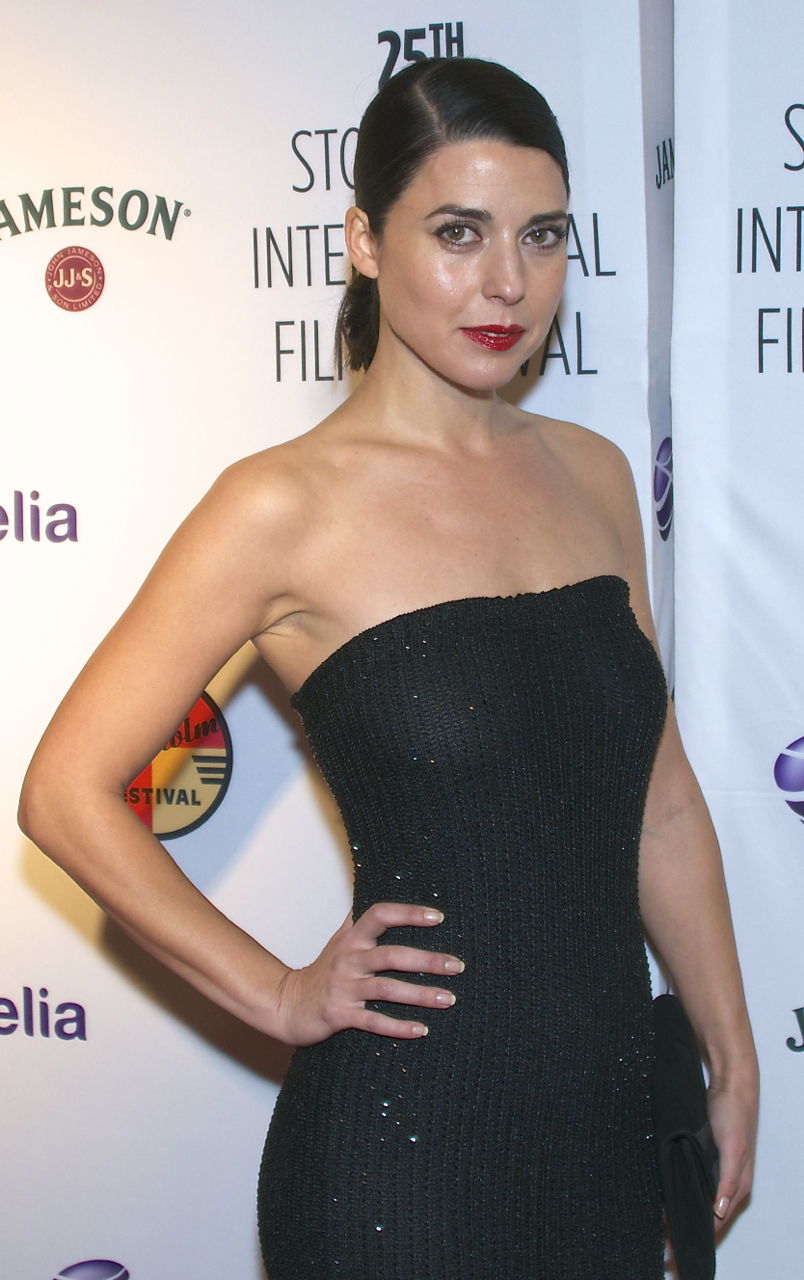
Ruth Vega Fernandez var en av många röda-mattan-gäster.
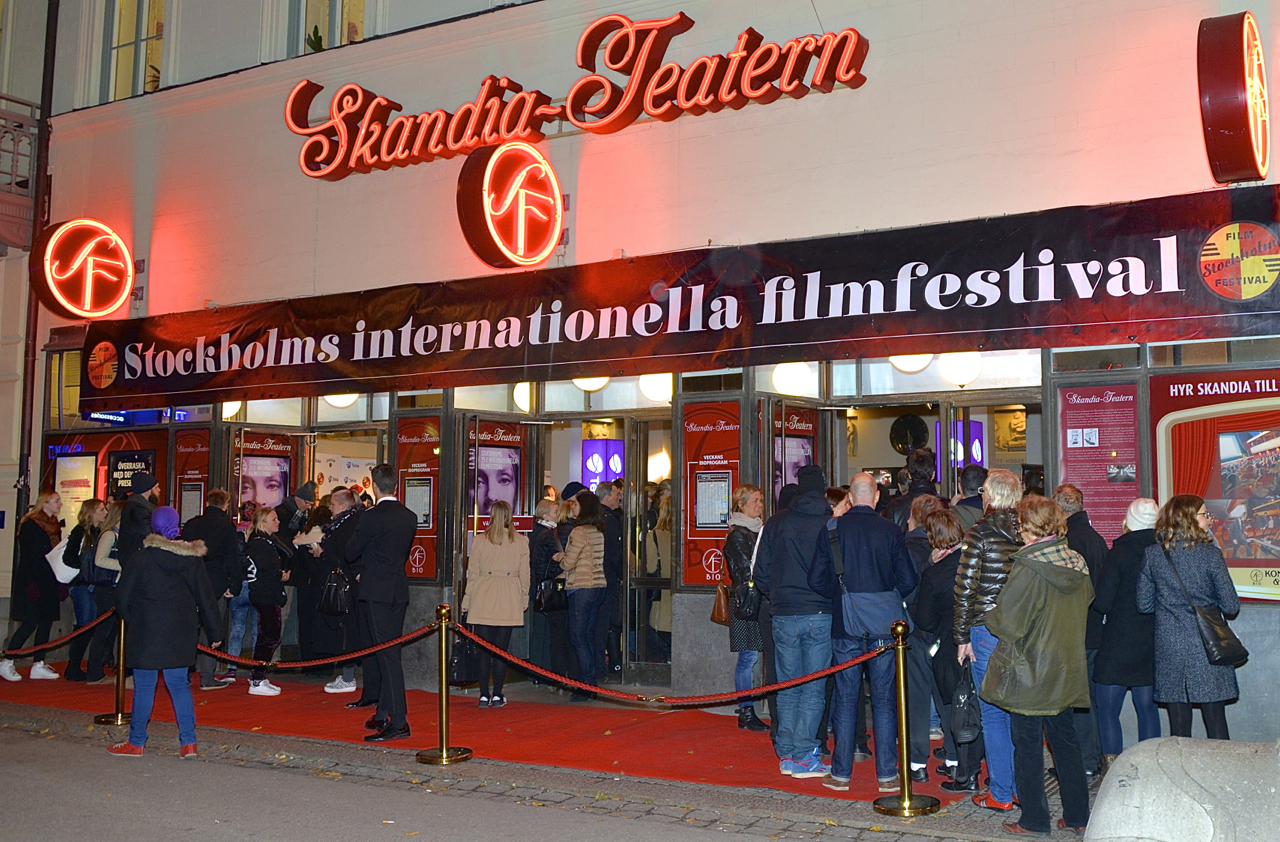
Skandiabiografen på drottninggatan hade dagliga premiärer.
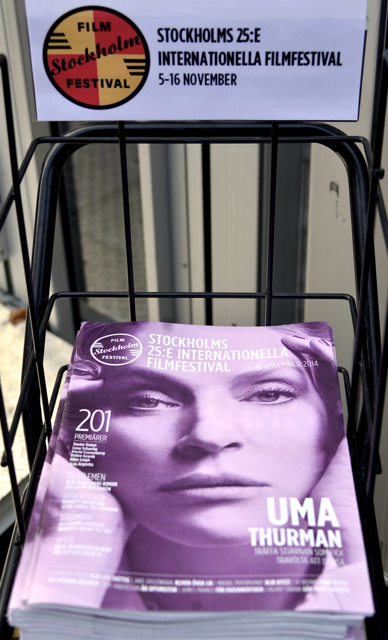
Programkatalogen.